# Amalie Thestrup
Amalie Grønbæk Thestrup (Hellerup, 17 april 1995) is een Deense voetbalster die uitkomt voor Bristol City WFC in de Engelse FA Women's Super League. Eerder speelde zij anderhalf seizoen voor PSV.

## Clubcarrière
Op 18 augustus 2012 maakte Amalie Thestrup haar debuut in de hoogste Deense voetbalafdeling (Elitedivisionen) bij fusieclub B93/HIK/Skjold. In haar debuutwedstrijd scoorde ze ook haar eerste doelpunt voor B93/HIK/Skjold.
Na een seizoen in de Amerikaanse universiteitscompetitie keerde Thestrup in juli 2014 terug naar Brøndby IF, waar ze eerder gespeeld had in de jeugd. In haar eerste seizoen won ze met Brøndby IF de dubbel en bereikte ze de halve finale van de Champions League. Voor Thestrup persoonlijk was het tweede seizoen bij Brøndby IF minder succesvol. Ze kwam weinig aan spelen toe en besloot een stap terug te zetten. Na één seizoen uitgeleend te zijn aan Vejle Boldklub kwam ze terecht bij Ballerup-Skovlunde Fodbold (BSF), waar ze twee jaar op rij clubtopscorer werd.
Na een seizoen bij AS Roma in de Italiaanse Serie A en een seizoen bij Liverpool in de Engelse Championship tekende Amalie Thestrup in juni 2021 een contract bij de Nederlandse club PSV. Haar eerste officiële wedstrijd voor PSV was de Champions League ontmoeting met Lokomotiv Moskva op 18 augustus 2021. In die wedstrijd maakte ze meteen haar eerste officiële doelpunt voor PSV (3-1). Pas in de zestiende speelronde, op 28 februari 2022, scoorde Thestrup haar eerste eredivisiedoelpunt (PSV-Ajax 1-2).
Halverwege het seizoen 2022/23 maakte Thestrup de overstap naar West Ham United. Na een seizoen stapte ze over naar het eveneens Engelse Bristol City WFC.

## Interlandcarrière
Op 4 maart 2019 maakte Amalie Thestrup haar debuut in de Deense nationale A-selectie in een wedstrijd tegen China om de Algarve Cup. Sindsdien kwam ze nog drie keer uit voor het nationale elftal. Thestrup is meermaals geselecteerd voor nationale Deense jeugdelftallen. Met het Deense elftal O17 bereikte ze de derde plaats tijdens het EK van 2012.

## Statistieken
| Seizoen | Club                       | Land                | Competitie              | Competitie              | Competitie | Beker | Beker | Internationaal | Internationaal | Totaal | Totaal |   |
| Seizoen | Club                       | Land                | Competitie              | Wed.                    | Dlp.       | Wed.  | Dlp.  | Wed.           | Dlp.           | Wed.   | Dlp.   |   |
| ------- | -------------------------- | ------------------- | ----------------------- | ----------------------- | ---------- | ----- | ----- | -------------- | -------------- | ------ | ------ | - |
| 2012/13 | B93/HIK/Skjold             | Denemarken          | Elitedivisionen         | ***                     | ***        | ***   | ***   | ***            | ***            | ***    | ***    |   |
| 2013    | Tennessee Lady Volunteers  | USA                 | Southeastern Conference | 16                      | 1          | ***   | ***   | ***            | ***            | 16     | 1      |   |
| 2014/15 | Brøndby IF                 | Denemarken          | Elitedivisionen         | ***                     | ***        | ***   | ***   | 8              | 1              | 8      | 1      |   |
| 2015/16 | Brøndby IF                 | Denemarken          | Elitedivisionen         | ***                     | ***        | ***   | ***   | 1              | 0              | 1      | 0      |   |
| 2016/17 | Vejle Boldklub             | Denemarken          | Elitedivisionen         | ***                     | ***        | ***   | ***   | -              | -              | -      | -      |   |
| 2017/18 | Ballerup-Skovlunde Fodbold | Denemarken          | Elitedivisionen         | 24                      | 15         | -     | -     | -              | -              | 24     | 15     |   |
| 2018/19 | Ballerup-Skovlunde Fodbold | Denemarken          | Elitedivisionen         | 24                      | 17         | -     | -     | -              | -              | 24     | 17     |   |
| 2019/20 | AS Roma                    | Italie              | Serie A Femminile       | 12                      | 3          | -     | -     | -              | -              | 12     | 3      |   |
| 2020/21 | Liverpool LFC              | Engeland            | FA Women's Championship | 17                      | 4          | 3     | 0     | 1              | 2              | 21     | 6      |   |
| 2021/22 | PSV                        | Nederland           | Vrouwen Eredivisie      | 20                      | 1          | 6     | 2     | 2              | 1              | 28     | 4      |   |
| 2022/23 | PSV                        | Nederland           | Vrouwen Eredivisie      | 9                       | 0          | 0     | 0     | 0              | 0              | 9      | 0      |   |
| 2022/23 | 2022/23                    | West Ham United F.C | Engeland                | FA Women's Super League | 10         | 0     | 2     | 0              | 0              | 0      | 0      | 0 |
| 2023/24 | Bristol City WFC           | Engeland            | FA Women's Super League | 22                      | 9          | 4     | 0     | 0              | 0              | 0      | 0      |   |
| 2024/25 | Bristol City WFC           | Engeland            | FA Women's Super League | 11                      | 3          | 3     | 0     | 0              | 0              | 0      | 0      |   |
| Totaal  | Totaal                     | Totaal              | Totaal                  | 122                     | 41         | 9     | 2     | 12             | 4              | 143    | 47     |   |

Laatste update: 21 januari 2025